# Din
Также есть статья про DIN — Немецкий институт по стандартизации.
Din (рекурсивный акроним Din is noise) — свободное программное обеспечение для создания музыкальных импровизаций, программно-музыкальный инструмент для операционной системы GNU/Linux.
Пользователь использует «мышь» для изменения высоты тона (горизонтальное перемещение) и громкости (вертикальное) звука на экранной клавиатуре, отображающей ноты, текущий размер и количество микротонов между.
Программа позволяет также использовать кривые Безье для создания и регулировка формы волновых колебаний для изменения тембра инструмента. В программу заложены несущая и модулирующая волна из FM- и AM-диапазона, управления различными параметрами, наподобие стереоответа, задержка обратной связи, настройка звуковых шаблонов.
Din использует программу JACK для вывода аудиопотока и назначения ввода данных по протоколам MIDI, OSC & IRC.